# David Banister
David Banister är professor emeritus i transportplanering vid Oxfords universitet. Han har bland annat skrivit boken Unsustainable transport, city transport in the new century.